# Weissia ayresii
Weissia ayresii är en bladmossart som beskrevs av W. P. Schimper in Bescherelle 1880. Weissia ayresii ingår i släktet krusmossor, och familjen Pottiaceae. Inga underarter finns listade i Catalogue of Life.